# Eryngium ovinum
Pour les articles homonymes, voir Blue Devil (homonymie).
Espèce
Classification phylogénétique
Synonymes
E. rostratum

Eryngium ovinum (Blue Devil en anglais) est une espèce de plantes à fleurs de la famille des Apiaceae. C'est une plante vivace originaire d'Australie.
Ce panicaut atteint 60 cm de haut ; les parties aériennes meurent à la fin de l'automne et la plante repart du pied à la fin de l'hiver. Les fleurs bleues font environ 2,5 cm de diamètre.
On le trouve dans les bois et les prairies du sud-est et du sud-ouest de l'Australie surtout dans la région de Canberra.
Il est cultivé comme plante de rocaille.